# Anhui Conch Cement
Anhui Conch Cement Company Limited (ACC) — один из крупнейших в Китае производителей клинкера и цемента (входит в число шестидесяти крупнейших публичных компаний страны). Компания основана в 1997 году, штаб-квартира расположена в городе Уху (провинция Аньхой). Контрольный пакет акций Anhui Conch Cement через компании Anhui Conch Holdings и Anhui Provincial Investment Group Holdings принадлежит правительству провинции Аньхой.
Anhui Conch Cement специализируется на производстве портландцемента, а также сульфатостойкого, шлакового и композитного цемента, клинкера, бетона, щебня, гравия и песка. Производственные мощности компании составляют 260 млн тонн цемента и 210 млн тонн клинкера в год. По состоянию на 2019 год выручка Anhui Conch Cement составляла 19 млрд долл., прибыль — 4,5 млрд долл., активы — 21,8 млрд долл., рыночная стоимость — 33,6 млрд долл., в компании работало почти 44 тыс. сотрудников. Около 30 % продаж приходится на Восточный Китай.

## История
Anhui Conch Cement Company Limited была основана 1 сентября 1997 года. С 21 октября 1997 года акции Anhui Conch Cement стали котироваться на Гонконгской фондовой бирже (Х-акции), а с 7 февраля 2002 года — на Шанхайской фондовой бирже (А-акции). По состоянию на 2015 год Anhui Conch Cement производила свыше 200 млн тонн цемента.

## Акционеры
Значительными акционерами Anhui Conch Cement являются Taiwan Cement Corporation (8,9 %), Schroder Investment Management (4,8 %), Wellington Management Group (3,7 %), The Vanguard Group (3,3 %), Lazard Asset Management (2,6 %), BlackRock Fund Advisors (2,4 %), APG Asset Management (2,1 %), T. Rowe Price (2 %), Merian Global Investors (1,6 %).

## Деятельность
Крупнейшие предприятия Anhui Conch Cement расположены в городах Уху, Тунлин, Цзунъян, Чичжоу, Нинго, Цинъюань, Ниндэ, Нанкин, Тайчжоу, Вэньчжоу, Люпаньшуй. Продукция компании широко используется на строительстве высокоскоростных железных дорог и автомагистралей, мостов, тоннелей, дамб, электростанций, аэропортов, высотных зданий и спортивных сооружений. Цемент бренда «Conch» через собственный порт в городе Чжанцзяган экспортируется в более чем 20 стран Азии, Африки, Европы и Америки.
|                     | 2004  | 2005  | 2006  | 2007  | 2008  | 2009  | 2010  | 2011  | 2012  | 2013  | 2014  | 2015  | 2016  | 2017  | 2018  |
| ------------------- | ----- | ----- | ----- | ----- | ----- | ----- | ----- | ----- | ----- | ----- | ----- | ----- | ----- | ----- | ----- |
| Оборот              | 10,98 | 13,39 | 16,10 | 18,78 | 24,23 | 25,00 | 34,51 | 48,65 | 45,77 | 55,26 | 60,76 | 50,98 | 55,93 | 75,31 | 128,4 |
| Чистая прибыль      | 1,092 | 0,514 | 1,544 | 2,480 | 2,607 | 3,502 | 6,160 | 11,59 | 6,331 | 9,389 | 10,98 | 7,539 | 8,574 | 15,90 | 29,86 |
| Активы              | 16,74 | 20,02 | 22,74 | 30,92 | 42,38 | 47,15 | 60,41 | 84,00 | 87,52 | 93,09 | 102,3 | 105,8 | 109,5 | 122,1 | 149,5 |
| Собственный капитал | 6,676 | 6,907 | 8,585 | 11,24 | 24,88 | 28,96 | 35,24 | 46,44 | 50,80 | 58,40 | 69,22 | 73,54 | 79,97 | 91,68 | 116,2 |

## Дочерние компании
- Shuicheng Conch Cement
- Taizhou Conch Cement
- Ningde Conch Cement
- Wenzhou Conch Cement
- Guangyuan Conch New Material
- Xingan Conch New Material
- Chizhou Conch New Material
- Zunyi Huaihui New Material
- Wuhu Conch Mining
- Hami Xingyi Mining
- Guiding Conch Plastic Packaging
- Baoji Conch Plastic Packaging
- Guangyuan Conch Plastic Packaging
- Jianghua Conch Plastic Packaging
- Bazhong Conch Construction
- Shaanxi Tongchuan Fenghuang Construction
- Conch Logistics
- Guangdong Yinglong Conch Logistic
- Wuhu Conch Logistic
- Shanghai Conch Building Materials International Trade
- Anhui Jiangbei Haizhong Construction Trading
- Conch Material Trading
- Wuxi Conch Sales Cement
- Qianxinan Resource Development

## Зарубежные активы
- Myanmar Conch Cement (Мьянма)
- Vientiane Conch Cement (Вьетнам)
- Battambang Conch Cement (Камбоджа)
- Luangprabang Conch Cement (Лаос)
- PT Conch South Kalimantan Cement (Индонезия)
- PT Conch West Kalimantan Cement (Индонезия)
- Conch Cement Volga (Россия)